# Jan Boye
Jan Boye  (* 19. Januar 1962 in Aarhus; † 22. Oktober 2011 in Odense) war ein dänischer Politiker und internationaler Handballschiedsrichter.

## Leben
Von 2001 bis 2005 war Boye Amtsbürgermeister von Fyns Amt. Vom 1. Januar 2006 bis zum 31. Dezember 2009 war er Bürgermeister von Odense, Dänemarks drittgrößter Stadt. Bei den dänischen Kommunalwahlen wurde Boye, der als konservativer Kandidat antrat, von seinem Konkurrenten, der die Sozialliberale Partei vertrat, unterstützt und wurde damit zum ersten nicht sozialdemokratischen Bürgermeister von Odense seit 1937.
Boye war von Beruf Arzt. Er war auch als internationaler Handballschiedsrichter bekannt und diente in dieser Funktion bei den Olympischen Spielen 2000 in Sydney und bei den Olympischen Spielen 2004 in Athen. Im Juni 2011 wurde er zum neuen Vorsitzenden des Dänischen Handballverbandes gewählt. Am 7. Oktober 2011 erlitt Boye eine Gehirnblutung. Er starb an den Komplikationen am 22. Oktober 2011 im Universitätskrankenhaus Odense.